# كاترينا ريزنيك
كاترينا أولكساندريفنا ريزنيك (الأوكرانية: Катеина Олександривна Резник، من مواليد 20 نوفمبر 1995) هي لاعبة سباحة أوكرانية في السباحة الإيقاعية، فازت بميداليتين برونزيتين في بطولة العالم للألعاب المائية 2013 وميدالية ذهبية في بطولة الألعاب المائية الأوروبية 2014. حصلت على الميدالية البرونزية في دورة الألعاب الأولمبية الصيفية 2020 مع الفريق الأوكراني للسيدات الذي ضم كل من مارينا أليكسييفا، فلاديسلافا أليكسييفا، مارتا فيدينا، أناستاسيا سافتشوك، ألينا شينكارينكو، كسينيا سيدورينكو، يليزافيتا ياخنو.